# Nannophya paulsoni
Nannophya paulsoni är en trollsländeart som beskrevs av Günther Theischinger 2003. Nannophya paulsoni ingår i släktet Nannophya och familjen segeltrollsländor. Inga underarter finns listade i Catalogue of Life.